# 唐田えりか
唐田 えりか（からた えりか、1997年〈平成9年〉9月19日 - ）は、日本の女優、元ファッションモデル、タレント。韓国でも活動している。フラーム（日本）及びBHエンターテインメント（韓国）所属。ファッション雑誌『MORE』専属モデルでもあった。愛称は「からたん」。

## 略歴

### 生い立ち
1997年9月19日千葉県君津市出身。田んぼが広がるのどかな風景に囲まれた地域で幼少期を過ごす。母子家庭育ちで、母は仕事であまり家に居なかった。4歳と2歳年上の2人の姉の影響を受けて幼い頃からファッション雑誌を読み、密かにモデルへの憧れを抱いていた。身長は小学生の頃から高く、当時やっていたバスケットボールなどで生かした。

### 芸能活動
2014年春、千葉県内の女子高校在学中にアルバイトをしていたマザー牧場でたまたま家族サービスで牧場に来ていた今の事務所のマネージャーによってスカウトされ、フラームに所属。高校に通いつつボイストレーニングや演技のレッスンを重ね、同年9月に韓国のアイドルグループ少女時代の「DIVINE（Story ver.）」のミュージックビデオに出演して芸能活動を開始した。
2015年4月に事務所の先輩である有村架純の主演映画『映画 ビリギャル』の完成披露試写会に訪れた際、有村のマネージャーにより「唐田ちゃん、TMK（透明感）がすごいです!」とツイッター上で紹介されて話題を呼んだ。『サンケイスポーツ』の2015年5月4日付の記事「気になるあの娘GWコレクション」で紹介された。
2015年7月にフジテレビ系の月9ドラマ『恋仲』第1話へゲスト出演して、女優としてデビュー。7月14日に公式サイトを開設。同年9月には、芸能活動はほとんど未経験ながら、芸能事務所各社の期待の新人20〜30人が集まったオーディションを勝ち抜いてソニー損害保険のイメージキャラクターに抜擢され、CM初出演を果たした。
高校卒業後の2016年4月より芸能活動に専念、同年5月に上京してワークショップにて演技のレッスンを受けつつ女優とモデルの両立を目指し、2016年7月より放送のテレビ東京『こえ恋』に主要キャストで出演、連続ドラマに本格的にデビューした。2016年8月10日・17日放送の『ヒルナンデス!』の企画「夏の大挑戦!富士山にもう一度登りたい」にてつるの剛士、マイケル富岡とともに富士登山に挑み、初めての本格的な登山ながら悪天候の中登頂に成功した。2017年12月発売のファッション雑誌『MORE』（集英社）2018年2月号より同誌専属モデルに起用された。
演技に自信が持てず、オーディションに落ち続けて「もうこの仕事辞めたい」と事務所に伝えた直後に受けた2018年公開の映画『寝ても覚めても』のオーディションで、ヒロイン・朝子役に抜擢された。同作は第71回カンヌ国際映画祭のコンペティション部門に出品され、唐田本人も映画祭に参加。5月14日に公式上映が行われた。第66回サンセバスチャン国際映画祭で上映されたほか、第43回トロント国際映画祭「Contemporary World Cinema部門」、第56回ニューヨーク映画祭「Main Slate部門」に正式出品。唐田は同作の演技により第42回山路ふみ子映画賞で新人女優賞、第40回ヨコハマ映画祭で最優秀新人賞を受賞。それまでの苦手意識を克服し、「できないから辞めたい」から「できないから知りたい」へと前向きに演技に臨めるようになった、女優として転機となる作品となった。
一方で、2017年には韓国の芸能事務所BHエンターテインメントと専属契約を結び、LGエレクトロニクスのスマートフォン「V30」のCMに出演して韓国での芸能活動を開始。同年11月にはBrown Eyed Soulナオルの新曲「Emptiness In Memory」のミュージックビデオに出演。
2020年1月、後述の不倫スキャンダルの影響で、レギュラーとして出演していたTBS『病室で念仏を唱えないでください』について、第2話以降が降板となり、テレビ東京では、オムニバス連続ドラマ『100文字アイデアをドラマにした!』の唐田の主演で2月3日・10日に放送予定だった第5・6話が、別番組に差し替えられた（一方でNHK BSプレミアムでは脇役を務めた『金魚姫』は予定通り3月29日に放送された）。さらに、専属モデルを務めていた雑誌『MORE』では、1月28日発売の号が最後の出演となった。
2020年12月19日発売のカメラ・写真の専門雑誌『日本カメラ』2021年1月号誌上で「mirror」という連載を開始したが、同誌が2021年4月20日発売の同年5月号で休刊したことに伴い連載は終了している。
2021年9月、ファッションショー「Rakuten Fashion Week TOKYO 2022 S/S」（東京コレクション）で発表される短編映画『something in the air』に主演し、1年半ぶりに女優業再開。
2022年11月26日公開の『の方へ、流れる』で3年ぶりに映画主演。初日舞台あいさつは女優業を休業して以来初の公の場への登場となった。
2023年6月24日に都内で行われたオムニバス映画『無情の世界』の舞台挨拶に唐田が登壇した。
2024年から韓国での芸能活動にも力を入れ、日本と韓国の2拠点生活を送る意向を示した。
2024年9月12日、都内で行われたNetflixシリーズ『極悪女王』（9月19日世界独占配信）の完成報告会に出席し、「劇中で丸刈りになることや、ハードなプロレスシーンに挑んだこと」などを語った。
2024年11月1日、『極悪女王』の宣伝アカウントを引き継ぐ形で、個人Instagramを始動することを発表した。

## 人物

### 趣味・嗜好
好きな食べ物はみそラーメン、味噌汁、おじやで、苦手な食べ物はニンジン。サスペンスが好きである。
尊敬している役者は二階堂ふみ、高良健吾、榮倉奈々。
好きなスポーツはバドミントン。特技は書道。趣味は音楽鑑賞。ロック系のバンドが好きでONE OK ROCK 、ASIAN KUNG-FU GENERATION、サカナクションなどをよく聴く。
フィルムカメラも趣味で、現場でよくシャッターを切っている。

### 人柄
母と仲が良く、母子家庭の三姉妹で育って、「心配をかけたくない」と思ってきたという。
落ち込んだとき、回復するためにすることは「何で自分が落ち込んでいるか、根本的に向きあわないと解決できないので、ノートに書いてみて、原因を見つけて分析する。また信頼している人に話して、『そういう考え方もあるのか』と受け止めて、自分の考えだけにとらわれないようにしている」という。

### 韓国
2014年、『少女時代』のミュージックビデオでデビュー。2017年、BHエンターテインメントと専属契約を結び、同年には「広末涼子に続く清純派女優」などとして韓国内で注目を集めていると報じられた。LGエレクトロニクスのスマートフォンのCMに出演すると、人気女優のイ・ヨニと似ている容姿が注目を集める。
唐田はインタビューで、韓国語を勉強中で2018年から韓国人の家庭教師の先生についてもらい、マンツーマンで習っていることや、また韓国の事務所の人からは「カラちゃん」と呼ばれ、娘のように接してもらっていることを明かした。

### 私生活
休みの日はホットヨガや、銭湯に行き、水風呂といろいろな種類の風呂を4往復する。事務所の先輩である山口紗弥加の勧めで、デビュー時から日記をつけている。
2020年1月23日、映画『寝ても覚めても』で共演した俳優・東出昌大との不倫が『週刊文春』で報じられ、さらにスポーツ紙・週刊誌・ワイドショーなどが報じた。これにより、テレビ・SNSなどで猛烈なバッシングを受けることとなり、通常はこの種の芸能ゴシップを扱わない媒体が報じるなど、波紋を広げた。これを受けて、唐田の日本の所属事務所は「本人は軽率な行動を深く反省しております」「自身の弱さ、愚かさ、甘さを深く受け止め、向き合いたいと思っています」とのコメントを発表した。また、韓国の所属事務所も同趣旨のコメントを出した。
また、同時期にに唐田のインスタグラム・公式サイトなどが削除された。日本の所属事務所の公式サイトも27日から閲覧不能となったが、翌月までに完全に復旧した。また、この件について、実家の周辺・家族への取材も行われた。
同年8月1日に相手の東出が離婚を発表したこともあり、一部週刊誌・SNSでのバッシングが続き、真偽不明ないし本来非公表の情報が出続けることとなった。
女優業を休業していた時には「携帯電話はない、テレビも見ない、映画も見ない」という生活をしていた。休業中の最初の時期は、小説を読んでいた。村上春樹の『ノルウェイの森』が一番好きだった。
小説を読んで、1週間に1回レポートにまとめて、社長に渡して、話し合ったりした。唐田によると「周囲の勧めで小説をたくさん読んで、この小説は何を伝えたかったのかとか、自分であらすじや相関図を作ったりしてレポートを書く作業をずっとやっていた。そうすることにより、キャラクターのことを深く考えるようになり、映像にしたらどう見せるといいのだろうという視点も自然と身についたような気がする」という。

### 交友関係
芋生悠は、唐田が芸能事務所に入って、初めてできた友達である。石橋夕帆監督映画『朝がくるとむなしくなる』で、唐田と芋生は初共演している。唐田は休業中に家族以外とは誰ともつながっていない時期があり、「芋生と再会したら泣いちゃいそう」と思っていたが、意外と現場で会ってみたら、久しぶり感が全然なくて、感動の再会ではなかったという。

### 評価
不倫問題からすでに3年が経過した2023年5月に『女性自身』が報じた『応援したくない”不倫報道”女性有名人』のランキングでは、3位のベッキー、4位の上原多香子を抑えて唐田は2位であった。1位は矢口真里。

## 出演

### テレビドラマ
- 恋仲 第1話（2015年7月20日、フジテレビ） - 白石くるみ 役[83]
- 表参道高校合唱部! 第5話（2015年8月14日、TBS）[84]
- こえ恋（2016年7月 - 10月、テレビ東京） - 緑川玲那 役[23][85]
- メディカルチーム レディ・ダ・ヴィンチの診断 第3話（2016年10月25日、関西テレビ） - 岡野朋美 役[86]
- 流星放送局〜ふたご座流星群LIVE〜番組内連作ショートドラマ「ミュージシャンの妹」（2016年12月13日、BSジャパン）[87]
- 世にも奇妙な物語 '17春の特別編「夢男」（2017年4月29日、フジテレビ） - ユカリ 役[88]
- 貴族探偵 第7話（2017年5月29日、フジテレビ） - 都倉江梨子 役[89]
- ブランケット・キャッツ（2017年6月 - 8月、NHK総合） - 佐伯さくら 役[90]
- トドメの接吻（2018年1月 - 3月、日本テレビ） - 青田真凛 役[91]
- 覚悟はいいかそこの女子。（2018年6月24日 - 7月23日、MBS・TBS系） - ヒロイン・三輪美苑 役[92][注 4]
- この世界の片隅に 第5話（2018年8月12日、TBS） - テル 役[94]
- デジタル・タトゥー（2019年5月18日 - 6月15日、NHK総合[注 5]） - 岩井早紀 役[95]
- ショートドラマ 小夏日和（2019年7月7日 - 7月28日、関西テレビ） - 小夏 役[96]
  - 完全版ショートフィルム「小夏日和」（2019年9月30日、関西テレビ）
- 凪のお暇（2019年7月 - 9月、TBS） - 市川円 役[97][98]
- アスダル年代記 シーズン1 パート3（2019年9月7日 - 9月22日、韓国・tvN） - カリカ 役[99][100]
  - アスダル年代記 シーズン2 アラムンの剣（2023年9月9日 - 10月15日 、韓国・tvN・Disney+） - カリカ 役[60][101]
- ドラマスペシャル「ハラスメントゲーム 秋津VSカトクの女」（2020年1月10日、テレビ東京） - 加納初美 役
- 病室で念仏を唱えないでください（2020年1月17日 - 3月20日、TBS） - 小山内みゆき 役[102] ※不祥事により2話以降の出演を自粛。
- 金魚姫（2020年3月29日、NHK BSプレミアム） - 亜結 役
- 嘘解きレトリック 第8話（2024年11月25日、フジテレビ） - 寸借詐欺をする女 役[103]
- 地震のあとで 第1話『UFO が釧路に降りる』（2025年4月5日、NHK総合） - シマオ 役[104][105]

### 映画
- 暗黒女子（2017年4月1日、東映）
- ラブ×ドック（2018年5月11日、監督・脚本：鈴木おさむ、アスミック・エース） - 上田美咲 役[106]
- 寝ても覚めても（2018年9月1日、監督：濱口竜介、ビターズ・エンド / エレファントハウス） - ヒロイン・泉谷朝子 役[25]
- 覚悟はいいかそこの女子。（2018年10月12日、監督：井口昇、東映） - ヒロイン・三輪美苑 役[92]
- 21世紀の女の子「離ればなれの花々へ」（2019年2月8日、監督・企画・プロデュース：山戸結希、ABCライツビジネス）[107]
- チア男子!!（2019年5月10日、監督：風間太樹、バンダイナムコアーツ / ポニーキャニオン） - 高城さくら 役[108]
- 血ぃともだち（2019年製作、2022年2月5日公開[注 6]、監督：押井守） - 主演・渡部マキ 役（尾碕真花、天野菜月、日比美思との4人主演）[109]
- の方へ、流れる（2022年11月26日公開、監督・脚本・編集・プロデュース：竹馬靖具） - 主演・里美 役（遠藤雄弥とのダブル主演）[110]
- 死体の人（2023年3月17日、 草苅勲監督）- ヒロイン・加奈役 役[111]
- 無情の世界「真夜中のキッス」（2023年6月23日、監督：佐向大） - 主演・ユイ 役[112][113][114]
- 朝がくるとむなしくなる（2023年12月1日、監督：石橋夕帆）- 主演・希 役[115][116]
- ナミビアの砂漠（2024年9月6日、監督：山中瑶子）- 遠山ひかり 役[117]
- 死に損なった男（2025年2月21日、監督：田中征爾） - 森口綾 役[118]
- Page30（2025年4月11日、監督：堤幸彦） - 主演・平野琴李 役（林田麻里、広山詩葉、MAAKIIIとの4人主演）[119]
- 海辺へ行く道（2025年8月29日公開予定、監督：横浜聡子）[120][121]
- アフター・ザ・クエイク（2025年10月3日公開予定、監督：井上剛） - シマオ 役[122]
- 恋愛裁判（2026年1月23日公開予定、監督：深田晃司） - 矢吹早耶 役[123][124]

### ネット配信ドラマ
- ほんとはキミに好きって言いたい!（2017年2月7日配信、C CHANNEL） - 瑞希 役[125]
- 極悪女王（2024年9月19日配信、監督：白石和彌、Netflix） - 長与千種 役[126][127][128]
- グラスハート（2025年7月31日 - 、Netflix） - 甲斐弥夜子 役[129]

### CM
- ソニー損害保険 自動車保険（2015年9月25日 - 2017年7月21日）[130]
  - 「授業参観」篇、「早く知らせたい」篇（2015年9月25日 - ）[17]
  - 「父の口癖」篇（2015年11月10日 - ）[131]
  - 「公園のコーラス」篇（2016年2月18日 - ）[132]
  - 「大講堂」篇、「研究室」篇（2016年7月23日 - ）[133]
  - 「情報番組」篇、「えりかの特集コーナー」篇（2016年12月1日 - 2017年7月21日）[134]
- 日本航空 企業 只今JALで移動中「3月の校庭」篇（2017年3月4日 - ）[135]
- LGエレクトロニクス V30（韓国、2017年9月20日 - ）[61]
- ABCマート 「CONVERSE ALL STAR LIGHT」（2018年4月12日 - ）[136]
- JAYJUN（韓国、2018年7月 - ）
- 任天堂 / Cygames「ドラガリアロスト」（2018年）
  - 「会議室」篇 - 大泉洋と共演

### ミュージックビデオ
- 少女時代「DIVINE（Story ver.）」（2014年9月29日WEB先行配信）[137]
- back number「ハッピーエンド」（2016年11月16日）[138]
- 爆弾ジョニー「アクセル」（2017年10月28日）[139]
- ナオル（Brown Eyed Soul）「Emptiness In Memory」（韓国、2017年11月29日）[37]
- GOODWARP「Souvenir」（2017年12月25日）[140]
- tofubeats「RIVER」（2018年9月2日）[141]
- NELL「Let's Part」（韓国、2018年11月14日）[142]
- KIRINJI「Killer Tune Kills Me」(2019年6月5日)

### 雑誌
- mini（2016年9月号 - 2020年3月号、宝島社） - 連載「プチプラボーイッシュ道」[144]
- MORE（2017年8月号 - 2020年3月号(発売日2020年01月28日)、集英社） - 専属モデル（2018年2月号 - 2020年3月号）[2][145]
- 日本カメラ（2021年1月号 - 5月号、日本カメラ社） - 連載「mirror」[146]

### グラビア
- 週刊少年サンデー（2016年42号、小学館）[147]

### イベント
- GirlsAward
  - 2017 SPRING/SUMMER（2017年5月3日）
  - 2017 AUTUMN/WINTER（2017年9月16日）
- 東京ガールズコレクション
  - 2017 AUTUMN/WINTER（2017年9月2日）
  - 2018 SPRING/SUMMER（2018年3月31日）

## 作品

### 写真集
- F.I.L.M.（2017年9月30日、東京ニュース通信社、撮影：木村和平）ISBN 978-4-86336-691-6[注 7][148]

## 受賞歴
- 2018年
  - 第42回山路ふみ子映画賞 山路ふみ子新人女優賞（『寝ても覚めても』）[149][33]
  - 第40回ヨコハマ映画祭 最優秀新人賞（『寝ても覚めても』）[34]